# Premier League 2018/2019
Premier League 2018/2019 var den 27:e säsongen av Premier League, Englands högsta division i fotboll för herrar. Säsongen inleddes den 10 augusti 2018 och pågick fram till 12 maj 2019.
Manchester City är försvarande mästare medan Wolverhampton Wanderers, Cardiff City och Fulham flyttades upp från Championship 2017/2018.
Den 12 maj 2019 säkrade Manchester City sin andra raka Premier League-titel och fjärde totala  efter man besegrat Brighton & Hove Albion borta med 4-1 i den sista omgången efter att först legat under med 0-1 och då Liverpool tillfälligt var Premier League mästare.

## Lag
20 lag deltar i ligan - de 17 bäst placerade lagen från den föregående säsongen samt tre lag uppflyttade från Championship.
Wolverhampton Wanderers var den första klubben som säkrade en uppflyttningsplats  den 14 april 2018 efter att Fulham spelade 1–1 mot Brentford. Resultatet innebar att Wolves kommer att spela i högstadivisionen för första gången sedan 2012. Cardiff City säkrade den 5 maj 2018 sin omedelbara återkomst till Premier League genom att spela 0–0 mot Reading samtidigt som uppflyttningskonkurrenten Fulham föll hemma mot Birmingham City med 1–3. 
Den tredje och sista klubben som flyttades upp var Championships slutspelsvinnare Fulham som besegrade Aston Villa med 1–0 den 26 maj 2018. Fulham kommer att spela i Premier League för första gången sedan säsongen 2013/2014
De tre uppflyttade klubbarna ersätter West Bromwich Albion, Stoke City och Swansea City som var de tre sämst placerade lagen Premier League-säsongen 2017/2018.

### Arenor
| Lag                     | Plats         | Arena                     | Kapacitet |
| ----------------------- | ------------- | ------------------------- | --------- |
| Arsenal                 | London        | Emirates Stadium          | 59 867    |
| Bournemouth             | Bournemouth   | Dean Court                | 11 360    |
| Brighton & Hove Albion  | Brighton      | AMEX Stadium              | 30 750    |
| Burnley                 | Burnley       | Turf Moor                 | 22 546    |
| Cardiff City            | Cardiff       | Cardiff City Stadium      | 33 280    |
| Chelsea                 | London        | Stamford Bridge           | 41 631    |
| Crystal Palace          | London        | Selhurst Park             | 25 456    |
| Everton                 | Liverpool     | Goodison Park             | 39 572    |
| Fulham                  | London        | Craven Cottage            | 25 700    |
| Huddersfield Town       | Huddersfield  | John Smith's Stadium      | 24 500    |
| Leicester City          | Leicester     | King Power Stadium        | 32 312    |
| Liverpool               | Liverpool     | Anfield                   | 54 074    |
| Manchester City         | Manchester    | Etihad Stadium            | 55 097    |
| Manchester United       | Trafford      | Old Trafford              | 74 994    |
| Newcastle United        | Newcastle     | St James' Park            | 52 405    |
| Southampton             | Southampton   | St Mary's Stadium         | 32 505    |
| Tottenham Hotspur       | London        | Wembley Stadium           | 90 000    |
| Tottenham Hotspur       | London        | Tottenham Hotspur Stadium | 62 062    |
| Watford                 | Watford       | Vicarage Road             | 21 577    |
| West Ham United         | London        | Olympiastadion            | 60 000    |
| Wolverhampton Wanderers | Wolverhampton | Molineux Stadium          | 31 700    |

1. ↑  Tottenham Hotspur spelade sina hemmamatcher fram till april på Wembley  på grund av ombyggnaden av deras stadion.[2][3]

### Klubbinformation
| Lag                     | Tränare             | Kapten            | Ställtillverkare | Tröjsponsor        |
| ----------------------- | ------------------- | ----------------- | ---------------- | ------------------ |
| Arsenal                 | Unai Emery          | Laurent Koscielny | Puma             | Emirates           |
| Bournemouth             | Eddie Howe          | Simon Francis     | Umbro            | M88                |
| Brighton & Hove Albion  | Chris Hughton       | Bruno             | Nike             | American Express   |
| Burnley                 | Sean Dyche          | Tom Heaton        | Puma             | LaBa360            |
| Cardiff City            | Neil Warnock        | Sean Morrison     | Adidas           | Tourism Malaysia   |
| Chelsea                 | Maurizio Sarri      | Gary Cahill       | Nike             | Yokohama           |
| Crystal Palace          | Roy Hodgson         | Luka Milivojević  | Puma             | ManBetX            |
| Everton                 | Marco Silva         | Phil Jagielka     | Umbro            | SportPesa          |
| Fulham                  | Scott Parker        | Tom Cairney       | Adidas           | Dafabet            |
| Huddersfield Town       | Jan Siewert         | Tommy Smith       | Umbro            | OPE SPORTS         |
| Leicester City          | Brendan Rodgers     | Wes Morgan        | Adidas           | King Power         |
| Liverpool               | Jürgen Klopp        | Jordan Henderson  | New Balance      | Standard Chartered |
| Manchester City         | Pep Guardiola       | Vincent Kompany   | Nike             | Etihad Airways     |
| Manchester United       | Ole Gunnar Solskjær | Antonio Valencia  | Adidas           | Chevrolet          |
| Newcastle United        | Rafa Benítez        | Jamaal Lascelles  | Puma             | Fun88              |
| Southampton             | Ralph Hasenhüttl    | Steven Davis      | Under Armour     | Virgin Media       |
| Tottenham Hotspur       | Mauricio Pochettino | Hugo Lloris       | Nike             | AIA                |
| Watford                 | Javi Gracia         | Troy Deeney       | Adidas           | FxPro              |
| West Ham United         | Manuel Pellegrini   | Mark Noble        | Umbro            | Betway             |
| Wolverhampton Wanderers | Nuno Espírito Santo | Conor Coady       | Adidas           | W88                |

### Tränarförändringar
| Lag               | Dåvarande tränare | Anledning till förändring | Datum            | Ligaposition | Ny tränare          | Anställningsdatum |
| ----------------- | ----------------- | ------------------------- | ---------------- | ------------ | ------------------- | ----------------- |
| Arsenal           | Arsène Wenger     | Avgick                    | 13 maj 2018      | Försäsong    | Unai Emery          | 23 maj 2018       |
| Everton           | Sam Allardyce     | Avskedad                  | 16 maj 2018      | Försäsong    | Marco Silva         | 31 maj 2018       |
| West Ham United   | David Moyes       | Utgånget kontrakt         | 16 maj 2018      | Försäsong    | Manuel Pellegrini   | 22 maj 2018       |
| Chelsea           | Antonio Conte     | Avskedad                  | 13 juli 2018     | Försäsong    | Maurizio Sarri      | 14 juli 2018      |
| Fulham            | Slaviša Jokanović | Avskedad                  | 14 november 2018 | 20:e         | Claudio Ranieri     | 14 november 2018  |
| Southampton       | Mark Hughes       | Avskedad                  | 3 december 2018  | 18:e         | Ralph Hasenhüttl    | 5 december 2018   |
| Manchester United | José Mourinho     | Avskedad                  | 18 december 2018 | 6:e          | Ole Gunnar Solskjær | 19 december 2018  |
| Huddersfield Town | David Wagner      | Avgick i samförstånd      | 14 januari 2019  | 20:e         | Jan Siewert         | 21 januari 2019   |
| Leicester City    | Claude Puel       | Avskedad                  | 24 februari 2019 | 12:e         | Brendan Rodgers     | 26 februari 2019  |
| Fulham            | Claudio Ranieri   | Avskedad                  | 28 februari 2019 | 19:e         | Scott Parker        | 28 februari 2019  |

## Tabeller

### Poängtabell
| Nr | Lag                         | S  | V  | O  | F  | GM | IM | MS  | P  |
| -- | --------------------------- | -- | -- | -- | -- | -- | -- | --- | -- |
| 1  | Manchester City (RM)        | 38 | 32 | 2  | 4  | 95 | 23 | +72 | 98 |
| 2  | Liverpool                   | 38 | 30 | 7  | 1  | 89 | 22 | +67 | 97 |
| 3  | Chelsea                     | 38 | 21 | 9  | 8  | 63 | 39 | +24 | 72 |
| 4  | Tottenham Hotspur           | 38 | 23 | 2  | 13 | 67 | 39 | +28 | 71 |
| 5  | Arsenal                     | 38 | 21 | 7  | 10 | 73 | 51 | +22 | 70 |
| 6  | Manchester United           | 38 | 19 | 9  | 10 | 65 | 54 | +11 | 66 |
| 7  | Wolverhampton Wanderers (U) | 38 | 16 | 9  | 13 | 47 | 46 | +1  | 57 |
| 8  | Everton                     | 38 | 15 | 9  | 14 | 54 | 46 | +8  | 54 |
| 9  | Leicester City              | 38 | 15 | 7  | 16 | 50 | 48 | +2  | 52 |
| 10 | West Ham United             | 38 | 15 | 7  | 16 | 52 | 55 | −3  | 52 |
| 11 | Watford                     | 38 | 14 | 8  | 16 | 52 | 59 | −7  | 50 |
| 12 | Crystal Palace              | 38 | 14 | 7  | 17 | 51 | 53 | −2  | 49 |
| 13 | Newcastle United            | 38 | 12 | 9  | 17 | 42 | 48 | −6  | 45 |
| 14 | Bournemouth                 | 38 | 13 | 6  | 19 | 56 | 70 | −14 | 45 |
| 15 | Burnley                     | 38 | 11 | 7  | 20 | 45 | 68 | −23 | 40 |
| 16 | Southampton                 | 38 | 9  | 12 | 17 | 45 | 65 | −20 | 39 |
| 17 | Brighton & Hove Albion      | 38 | 9  | 9  | 20 | 35 | 60 | −25 | 36 |
| 18 | Cardiff City (U)            | 38 | 10 | 4  | 24 | 34 | 69 | −35 | 34 |
| 19 | Fulham (U)                  | 38 | 7  | 5  | 26 | 34 | 81 | −47 | 26 |
| 20 | Huddersfield Town           | 38 | 3  | 7  | 28 | 22 | 76 | −54 | 16 |

### Resultattabell
| Hemma \ Borta          | ARS | BOU | BHA | BUR | CAR | CHE | CRY | EVE | FUL | HUD | LEI | LIV | MCI | MUN | NEW | SOU | TOT | WAT | WHU | WOL |
| Arsenal                | —   | 5–1 | 1–1 | 3–1 | 2–1 | 2–0 | 2–3 | 2–0 | 4–1 | 1–0 | 3–1 | 1–1 | 0–2 | 2–0 | 2–0 | 2–0 | 4–2 | 2–0 | 3–1 | 1–1 |
| Bournemouth            | 1–2 | —   | 2–0 | 1–3 | 2–0 | 4–0 | 2–1 | 2–2 | 0–1 | 2–1 | 4–2 | 0–4 | 0–1 | 1–2 | 2–2 | 0–0 | 1–0 | 3–3 | 2–0 | 1–1 |
| Brighton & Hove Albion | 1–1 | 0–5 | —   | 1–3 | 0–2 | 1–2 | 3–1 | 1–0 | 2–2 | 1–0 | 1–1 | 0–1 | 1–4 | 3–2 | 1–1 | 0–1 | 1–2 | 0–0 | 1–0 | 1–0 |
| Burnley                | 1–3 | 4–0 | 1–0 | —   | 2–0 | 0–4 | 1–3 | 1–5 | 2–1 | 1–1 | 1–2 | 1–3 | 0–1 | 0–2 | 1–2 | 1–1 | 2–1 | 1–3 | 2–0 | 2–0 |
| Cardiff City           | 2–3 | 2–0 | 2–1 | 1–2 | —   | 1–2 | 2–3 | 0–3 | 4–2 | 0–0 | 0–1 | 0–2 | 0–5 | 1–5 | 0–0 | 1–0 | 0–3 | 1–5 | 2–0 | 2–1 |
| Chelsea                | 3–2 | 2–0 | 3–0 | 2–2 | 4–1 | —   | 3–1 | 0–0 | 2–0 | 5–0 | 0–1 | 1–1 | 2–0 | 2–2 | 2–1 | 0–0 | 2–0 | 3–0 | 2–0 | 1–1 |
| Crystal Palace         | 2–2 | 5–3 | 1–2 | 2–0 | 0–0 | 0–1 | —   | 0–0 | 2–0 | 2–0 | 1–0 | 0–2 | 1–3 | 1–3 | 0–0 | 0–2 | 0–1 | 1–2 | 1–1 | 0–1 |
| Everton                | 1–0 | 2–0 | 3–1 | 2–0 | 1–0 | 2–0 | 2–0 | —   | 3–0 | 1–1 | 0–1 | 0–0 | 0–2 | 4–0 | 1–1 | 2–1 | 2–6 | 2–2 | 1–3 | 1–3 |
| Fulham                 | 1–5 | 0–3 | 4–2 | 4–2 | 1–0 | 1–2 | 0–2 | 2–0 | —   | 1–0 | 1–1 | 1–2 | 0–2 | 0–3 | 0–4 | 3–2 | 1–2 | 1–1 | 0–2 | 1–1 |
| Huddersfield Town      | 1–2 | 0–2 | 1–2 | 1–2 | 0–0 | 0–3 | 0–1 | 0–1 | 1–0 | —   | 1–4 | 0–1 | 0–3 | 1–1 | 0–1 | 1–3 | 0–2 | 1–2 | 1–1 | 1–0 |
| Leicester City         | 3–0 | 2–0 | 2–1 | 0–0 | 0–1 | 0–0 | 1–4 | 1–2 | 3–1 | 3–1 | —   | 1–2 | 2–1 | 0–1 | 0–1 | 1–2 | 0–2 | 2–0 | 1–1 | 2–0 |
| Liverpool              | 5–1 | 3–0 | 1–0 | 4–2 | 4–1 | 2–0 | 4–3 | 1–0 | 2–0 | 5–0 | 1–1 | —   | 0–0 | 3–1 | 4–0 | 3–0 | 2–1 | 5–0 | 4–0 | 2–0 |
| Manchester City        | 3–1 | 3–1 | 2–0 | 5–0 | 2–0 | 6–0 | 2–3 | 3–1 | 3–0 | 6–1 | 1–0 | 2–1 | —   | 3–1 | 2–1 | 6–1 | 1–0 | 3–1 | 1–0 | 3–0 |
| Manchester United      | 2–2 | 4–1 | 2–1 | 2–2 | 0–2 | 1–1 | 0–0 | 2–1 | 4–1 | 3–1 | 2–1 | 0–0 | 0–2 | —   | 3–2 | 3–2 | 0–3 | 2–1 | 2–1 | 1–1 |
| Newcastle United       | 1–2 | 2–1 | 0–1 | 2–0 | 3–0 | 1–2 | 0–1 | 3–2 | 0–0 | 2–0 | 0–2 | 2–3 | 2–1 | 0–2 | —   | 3–1 | 1–2 | 1–0 | 0–3 | 1–2 |
| Southampton            | 3–2 | 3–3 | 2–2 | 0–0 | 1–2 | 0–3 | 1–1 | 2–1 | 2–0 | 1–1 | 1–2 | 1–3 | 1–3 | 2–2 | 0–0 | —   | 2–1 | 1–1 | 1–2 | 3–1 |
| Tottenham Hotspur      | 1–1 | 5–0 | 1–0 | 1–0 | 1–0 | 3–1 | 2–0 | 2–2 | 3–1 | 4–0 | 3–1 | 1–2 | 0–1 | 0–1 | 1–0 | 3–1 | —   | 2–1 | 0–1 | 1–3 |
| Watford                | 0–1 | 0–4 | 2–0 | 0–0 | 3–2 | 1–2 | 2–1 | 1–0 | 4–1 | 3–0 | 2–1 | 0–3 | 1–2 | 1–2 | 1–1 | 1–1 | 2–1 | —   | 1–4 | 1–2 |
| West Ham United        | 1–0 | 1–2 | 2–2 | 4–2 | 3–1 | 0–0 | 3–2 | 0–2 | 3–1 | 4–3 | 2–2 | 1–1 | 0–4 | 3–1 | 2–0 | 3–0 | 0–1 | 0–2 | —   | 0–1 |
| Wolverhamton Wanderers | 3–1 | 2–0 | 0–0 | 1–0 | 2–0 | 2–1 | 0–2 | 2–2 | 1–0 | 0–2 | 4–3 | 0–2 | 1–1 | 2–1 | 1–1 | 2–0 | 2–3 | 0–2 | 3–0 | —   |

## Säsongsstatistik

### Skytteligan
| Rank | Spelare                   | Klubb                   | Mål |
| ---- | ------------------------- | ----------------------- | --- |
| 1    | Pierre-Emerick Aubameyang | Arsenal                 | 22  |
| 1    | Sadio Mané                | Liverpool               | 22  |
| 1    | Mohamed Salah             | Liverpool               | 22  |
| 4    | Sergio Agüero             | Manchester City         | 21  |
| 5    | Jamie Vardy               | Leicester City          | 18  |
| 6    | Harry Kane                | Tottenham               | 17  |
| 6    | Raheem Sterling           | Manchester City         | 17  |
| 8    | Eden Hazard               | Chelsea                 | 16  |
| 9    | Callum Wilson             | Bournemouth             | 14  |
| 10   | Raúl Jiménez              | Wolverhampton Wanderers | 13  |
| 10   | Alexandre Lacazette       | Arsenal                 | 13  |
| 10   | Glenn Murray              | Brighton & Hove Albion  | 13  |
| 10   | Paul Pogba                | Manchetser United       | 13  |
| 10   | Richarlison               | Everton                 | 13  |
| 10   | Gylfi Sigurðsson          | Everton                 | 13  |

### Hat-tricks
| Spelare         | För                     | Mot               | Resultat | Datum             | Källa  |
| --------------- | ----------------------- | ----------------- | -------- | ----------------- | ------ |
| Sergio Agüero   | Manchester City         | Huddersfield Town | 6–1 (H)  | 19 augusti 2018   | [ 57 ] |
| Eden Hazard     | Chelsea                 | Cardiff City      | 4–1 (H)  | 15 september 2018 | [ 58 ] |
| Mohamed Salah   | Liverpool               | Bournemouth       | 4–0 (B)  | 8 december 2018   | [ 59 ] |
| Roberto Firmino | Liverpool               | Arsenal           | 5–1 (H)  | 29 december 2018  | [ 60 ] |
| Diogo Jota      | Wolverhampton Wanderers | Leicester City    | 4–3 (H)  | 19 januari 2019   | [ 61 ] |
| Sergio Agüero   | Manchester City         | Arsenal           | 3–1 (H)  | 3 februari 2019   | [ 62 ] |
| Sergio Agüero   | Manchester City         | Chelsea           | 6–0 (H)  | 10 februari 2019  | [ 63 ] |
| Gerard Deulofeu | Watford                 | Cardiff City      | 5–1 (B)  | 22 februari 2019  | [ 64 ] |
| Raheem Sterling | Manchester City         | Watford           | 3–1 (H)  | 9 mars 2019       | [ 65 ] |
| Lucas Moura     | Tottenham Hotspur       | Huddersfield Town | 4–0 (H)  | 13 april 2019     | [ 66 ] |
| Ayoze Pérez     | Newcastle United        | Southampton       | 3–1 (H)  | 20 april 2019     | [ 67 ] |

Noter
(H) – Hemma ; (B) – Borta

### Assistligan
| Rank | Spelare                | Klubb                   | Assist |
| ---- | ---------------------- | ----------------------- | ------ |
| 1    | Eden Hazard            | Chelsea                 | 15     |
| 2    | Ryan Fraser            | Bournemouth             | 14     |
| 3    | Trent Alexander-Arnold | Liverpool               | 12     |
| 3    | Christian Eriksen      | Tottenham               | 12     |
| 5    | Andrew Robertson       | Liverpool               | 11     |
| 6    | Leroy Sané             | Manchester City         | 10     |
| 6    | Raheem Sterling        | Manchester City         | 10     |
| 8    | Paul Pogba             | Manchester United       | 9      |
| 8    | Callum Wilson          | Bournemouth             | 9      |
| 10   | Sergio Agüero          | Manchester City         | 8      |
| 10   | Alexandre Lacazette    | Arsenal                 | 8      |
| 10   | João Moutinho          | Wolverhampton Wanderers | 8      |
| 10   | Matt Ritchie           | Newcastle United        | 8      |
| 10   | Mohamed Salah          | Liverpool               | 8      |
| 10   | David Silva            | Manchester City         | 8      |

### Hållna nollor
| Rank | Spelare           | Klubb                   | Hållna nollor |
| ---- | ----------------- | ----------------------- | ------------- |
| 1    | Alisson           | Liverpool               | 21            |
| 2    | Ederson           | Manchester City         | 20            |
| 3    | Kepa Arrizabalaga | Chelsea                 | 14            |
| 3    | Jordan Pickford   | Everton                 | 14            |
| 5    | Hugo Lloris       | Tottenham               | 12            |
| 6    | Martin Dúbravka   | Newcastle United        | 11            |
| 7    | Neil Etheridge    | Cardiff City            | 10            |
| 7    | Kasper Schmeichel | Leicester City          | 10            |
| 9    | David de Gea      | Manchester United       | 7             |
| 9    | Łukasz Fabiański  | West Ham United         | 7             |
| 9    | Vicente Guaita    | Crystal Palace          | 7             |
| 9    | Ben Foster        | Watford                 | 7             |
| 9    | Rui Patrício      | Wolverhampton Wanderers | 7             |

### Räddningar
| Rank | Spelare          | Klubb                   | Antal räddningar |
| ---- | ---------------- | ----------------------- | ---------------- |
| 1    | Łukasz Fabiański | West Ham United         | 148              |
| 2    | Neil Etheridge   | Cardiff City            | 141              |
| 3    | Ben Foster       | Watford                 | 127              |
| 4    | David de Gea     | Manchester United       | 122              |
| 5    | Sergio Rico      | Fulham                  | 111              |
| 6    | Bernd Leno       | Arsenal                 | 105              |
| 7    | Hugo Lloris      | Tottenham Hotspur       | 101              |
| 8    | Rui Patrício     | Wolverhampton Wanderers | 97               |
| 8    | Jordan Pickford  | Everton                 | 97               |
| 10   | Martin Dúbravka  | Newcastle United        | 95               |

### Passningar

#### Spelare
| Rank | Spelare           | Klubb             | Passningar |
| ---- | ----------------- | ----------------- | ---------- |
| 1    | Jorginho          | Chelsea           | 3 118      |
| 2    | Virgil van Dijk   | Liverpool         | 3 037      |
| 3    | Aymeric Laporte   | Manchester City   | 2 999      |
| 4    | David Luiz        | Chelsea           | 2 620      |
| 5    | Antonio Rüdiger   | Chelsea           | 2 537      |
| 6    | César Azpilicueta | Chelsea           | 2 483      |
| 7    | Andrew Robertson  | Liverpool         | 2 296      |
| 8    | Kyle Walker       | Manchester City   | 2 389      |
| 9    | Toby Alderweireld | Tottenham Hotspur | 2 357      |
| 10   | Granit Xhaka      | Arsenal           | 2 245      |

#### Klubb
| Rank | Klubb                   | Passningar |
| ---- | ----------------------- | ---------- |
| 1    | Manchester City         | 26 577     |
| 2    | Chelsea                 | 25 072     |
| 3    | Liverpool               | 23 636     |
| 4    | Tottenham Hotspur       | 21 292     |
| 5    | Arsenal                 | 20 805     |
| 6    | Manchester United       | 19 200     |
| 7    | Fulham                  | 17 698     |
| 8    | Leicester City          | 17 219     |
| 9    | Wolverhampton Wanderers | 16 613     |
| 10   | Everton                 | 16 494     |

### Disciplin

#### Spelare
- Flest gula kort: 14[73]
  -  Étienne Capoue (Watford)

- Flest röda kort: 2[74]
  -  Wes Morgan (Leicester City)
  -  Pierre-Emile Højbjerg (Southampton)

#### Klubb
- Flest gula kort: 77[75]
  - Watford

- Flest röda kort: 5[76]
  - Leicester City

## Priser

### Månatliga priser
| Månad     | Månadens tränare    | Månadens tränare        | Månadens spelare          | Månadens spelare  | Månadens mål      | Månadens mål           |
| Månad     | Tränare             | Klubb                   | Spelare                   | Klubb             | Spelare           | Klubb                  |
| --------- | ------------------- | ----------------------- | ------------------------- | ----------------- | ----------------- | ---------------------- |
| Augusti   | Javi Gracia         | Watford                 | Lucas Moura               | Tottenham Hotspur | Jean Michaël Seri | Fulham                 |
| September | Nuno Espírito Santo | Wolverhampton Wanderers | Eden Hazard               | Chelsea           | Daniel Sturridge  | Liverpool              |
| Oktober   | Eddie Howe          | Bournemouth             | Pierre-Emerick Aubameyang | Arsenal           | Aaron Ramsey      | Arsenal                |
| November  | Rafael Benítez      | Newcastle United        | Raheem Sterling           | Manchester City   | Son Heung-min     | Tottenham Hotspur      |
| December  | Jürgen Klopp        | Liverpool               | Virgil van Dijk           | Liverpool         | Andros Townsend   | Crystal Palace         |
| Januari   | Ole Gunnar Solskjær | Manchester United       | Marcus Rashford           | Manchester United | André Schürrle    | Fulham                 |
| Februari  | Pep Guardiola       | Manchester City         | Sergio Agüero             | Manchester City   | Fabian Schär      | Newcastle United       |
| Mars      | Jürgen Klopp        | Liverpool               | Sadio Mané                | Liverpool         | Anthony Knockaert | Brighton & Hove Albion |
| April     | Pep Guardiola       | Manchester City         | Jamie Vardy               | Leicester City    | Eden Hazard       | Chelsea                |

Källa

### Årliga priser
| Pris                                       | Vinnare         | Klubb           |
| ------------------------------------------ | --------------- | --------------- |
| Årets fotbollsspelare i England (PFA)      | Virgil van Dijk | Liverpool       |
| Årets Unge fotbollsspelare i England (PFA) | Raheem Sterling | Manchester City |
| Årets fotbollsspelare i England (FWA)      | Raheem Sterling | Manchester City |

| PFA Team of the Year | PFA Team of the Year               | PFA Team of the Year               | PFA Team of the Year               | PFA Team of the Year              | PFA Team of the Year            | PFA Team of the Year            | PFA Team of the Year              | PFA Team of the Year              | PFA Team of the Year              | PFA Team of the Year             | PFA Team of the Year             | PFA Team of the Year             |
| -------------------- | ---------------------------------- | ---------------------------------- | ---------------------------------- | --------------------------------- | ------------------------------- | ------------------------------- | --------------------------------- | --------------------------------- | --------------------------------- | -------------------------------- | -------------------------------- | -------------------------------- |
| Målvakt              | Ederson (Manchester City)          | Ederson (Manchester City)          | Ederson (Manchester City)          | Ederson (Manchester City)         | Ederson (Manchester City)       | Ederson (Manchester City)       | Ederson (Manchester City)         | Ederson (Manchester City)         | Ederson (Manchester City)         | Ederson (Manchester City)        | Ederson (Manchester City)        | Ederson (Manchester City)        |
| Försvar              | Trent Alexander-Arnold (Liverpool) | Trent Alexander-Arnold (Liverpool) | Trent Alexander-Arnold (Liverpool) | Virgil van Dijk (Liverpool)       | Virgil van Dijk (Liverpool)     | Virgil van Dijk (Liverpool)     | Aymeric Laporte (Manchester City) | Aymeric Laporte (Manchester City) | Aymeric Laporte (Manchester City) | Andrew Robertson (Liverpool)     | Andrew Robertson (Liverpool)     | Andrew Robertson (Liverpool)     |
| Mittfält             | Paul Pogba (Manchester United)     | Paul Pogba (Manchester United)     | Paul Pogba (Manchester United)     | Paul Pogba (Manchester United)    | Fernandinho (Manchester City)   | Fernandinho (Manchester City)   | Fernandinho (Manchester City)     | Fernandinho (Manchester City)     | Bernardo Silva (Manchester City)  | Bernardo Silva (Manchester City) | Bernardo Silva (Manchester City) | Bernardo Silva (Manchester City) |
| Anfall               | Raheem Sterling (Manchester City)  | Raheem Sterling (Manchester City)  | Raheem Sterling (Manchester City)  | Raheem Sterling (Manchester City) | Sergio Agüero (Manchester City) | Sergio Agüero (Manchester City) | Sergio Agüero (Manchester City)   | Sergio Agüero (Manchester City)   | Sadio Mané (Liverpool)            | Sadio Mané (Liverpool)           | Sadio Mané (Liverpool)           | Sadio Mané (Liverpool)           |